# Saint-Chamassy
 Saint-Chamassy  (en occitano Sench Amaci) es una población y comuna francesa, situada en la región de Aquitania, departamento de Dordoña, en el distrito de Sarlat-la-Canéda y cantón de Saint-Cyprien.

## Demografía
| 509 | 414 | 380 | 385 | 433 | 443 |
| Para los censos de 1962 a 1999 la población legal corresponde a la población sin duplicidades (Fuente: INSEE [Consultar]) |     |     |     |     |     |